# Bothriocera bicornis
Bothriocera bicornis är en insektsart som först beskrevs av Fabricius 1803.  Bothriocera bicornis ingår i släktet Bothriocera och familjen kilstritar. Inga underarter finns listade i Catalogue of Life.